# Giulio Bizzozero
Giulio Bizzozero (20 de março de 1846 - 8 de abril de 1901) foi um médico e pesquisador italiano. Ele é conhecido como o descobridor original da Helicobacter pylori, a bactéria que é responsável pela úlcera péptica (embora esta hipótese não fosse aceita até 1990). Ele foi um dos pioneiros da histologia, e, mais genericamente, da utilização do microscópio na investigação médica. A ele também é creditada a descoberta da função das plaquetas na coagulação sanguínea.
Bizzozero nasceu em Varese, Lombardia. Ele estudou medicina na Universidade de Pavia, graduando-se em 1866 aos 20 anos de idade. Em 1867, ele foi escolhido como o chefe de Patologia Geral e Histologia da Universidade de Pavia. Na idade de 27, mudou-se para a Universidade de Turim, e fundou o Instituto de Patologia Geral. Este instituto treinou muitos importantes pesquisadores italianos, incluindo Camillo Golgi. Enquanto esteve em Turim, ele trabalhou para melhoria da higiene e abastecimento de água. Em abril de 1901, ele morreu de pneumonia.